# Paris-Nice de 2019
A 77.ª edição da Paris-Nice foi uma corrida de ciclismo de estrada por etapas que se celebrou entre 10 e 17 de março de 2019 na França com início na cidade de Saint-Germain-en-Laye e final na cidade de Nice sobre um percurso de 1240 quilómetros.
A corrida fez parte do UCI WorldTour de 2019, calendário ciclista de máximo nível mundial, sendo a sexta corrida de dito circuito. O vencedor final foi o colombiano Egan Bernal do Sky seguido do também colombiano Nairo Quintana do Movistar e o polaco Michał Kwiatkowski do Sky.

## Equipas participantes
Tomaram parte na corrida 23 equipas: 18 de categoria UCI WorldTeam e 5 de categoria Profissional Continental, formando assim um pelotão de 161 ciclistas dos que acabaram 118. As equipas participantes foram:
| Equipes WorldTeam (18)- AG2R La Mondiale - Astana - Bahrain-Merida - Bora-hansgrohe - CCC Team - Deceuninck-Quick Step - Dimension Data - EF Education First - Groupama-FDJ - Team Jumbo-Visma - Katusha-Alpecin - Lotto Soudal - Mitchelton-Scott - Movistar Team - Sky - Team Sunweb - Trek-Segafredo - UAE Team Emirates Equipes profissionais Continentais (5)- Arkéa-Samsic - Cofidis, Solutions Crédits - Delko-Marseille Provence - Direct Énergie - Vital Concept-B&B Hotels |
| |

## Etapas
A Paris-Nice de 2019 constou de oito etapas, repartidas em três etapas planas, duas em media montanha, duas etapas de montanha e uma contrarrelógio individual para um percurso total de 1240 quilómetros.
| Etapa | Data    | Percurso                                      | type                      | Distância (km) | Vencedor               | Líder geral        |
| ----- | ------- | --------------------------------------------- | ------------------------- | -------------- | ---------------------- | ------------------ |
| 1     | 10 mar. | Saint-Germain-en-Laye – Saint-Germain-en-Laye | etapa plana               | 138,5          | Dylan Groenewegen      | Dylan Groenewegen  |
| 2     | 11 mar. | Les Bréviaires – Bellegarde                   | etapa plana               | 163,5          | Dylan Groenewegen      | Dylan Groenewegen  |
| 3     | 12 mar. | Cepoy – Moulins                               | etapa plana               | 200            | Sam Bennett            | Dylan Groenewegen  |
| 4     | 13 mar. | Vichy – Pélussin                              | etapa escarpada           | 210,5          | Magnus Cort            | Michał Kwiatkowski |
| 5     | 14 mar. | Barbentane – Barbentane                       | contrarrelógio individual | 25,5           | Simon Yates            | Michał Kwiatkowski |
| 6     | 15 mar. | Peynier – Brignoles                           | etapa escarpada           | 210,5          | Sam Bennett            | Michał Kwiatkowski |
| 7     | 16 mar. | Nice – Col de Turini                          | alta montanha             | 181,5          | Daniel Felipe Martínez | Egan Bernal        |
| 8     | 17 mar. | Nice – Nice                                   | média montanha            | 110            | Ion Izagirre           | Egan Bernal        |

## Desenvolvimento da corrida

### 1.ª etapa
| Saint-Germain-en-Laye - Saint-Germain-en-Laye | etapa plana | (138,5 km) |

| \| Classificação por etapas \| Classificação por etapas \| Classificação por etapas \| Classificação por etapas \| Classificação por etapas \| \| Ciclista \| Ciclista \| Equipe \| Tempo \| \| \| ------------------------ \| ------------------------ \| ------------------------ \| ------------------------ \| ------------------------ \| \| 1. \| Dylan Groenewegen \| Team Jumbo-Visma \| 3h17m35s \| \| \| 2. \| Caleb Ewan \| Lotto-Soudal \| + 0s \| \| \| 3. \| Fabio Jakobsen \| Deceuninck-Quick Step \| + 0s \| \| \| 4. \| Sam Bennett \| Bora-Hansgrohe \| + 0s \| \| \| 5. \| John Degenkolb \| Trek-Segafredo \| + 0s \| \| \| 6. \| Matteo Trentin \| Mitchelton-Scott \| + 0s \| \| \| 7. \| Arnaud Démare \| Groupama-FDJ \| + 0s \| \| \| 8. \| Sonny Colbrelli \| Bahrain-Merida \| + 0s \| \| \| 9. \| Bryan Coquard \| Vital Concept-B&B Hotels \| + 0s \| \| \| 10. \| Anthony Turgis \| Direct Énergie \| + 0s \| \| |                   |                          |          |
| |                   |                          |          |
| Fonte: ProCyclingStats |                   |                          |          |
| Classificação por etapas |                   |                          |          |
| Ciclista | Ciclista          | Equipe                   | Tempo    |
| 1. | Dylan Groenewegen | Team Jumbo-Visma         | 3h17m35s |
| 2. | Caleb Ewan        | Lotto-Soudal             | + 0s     |
| 3. | Fabio Jakobsen    | Deceuninck-Quick Step    | + 0s     |
| 4. | Sam Bennett       | Bora-Hansgrohe           | + 0s     |
| 5. | John Degenkolb    | Trek-Segafredo           | + 0s     |
| 6. | Matteo Trentin    | Mitchelton-Scott         | + 0s     |
| 7. | Arnaud Démare     | Groupama-FDJ             | + 0s     |
| 8. | Sonny Colbrelli   | Bahrain-Merida           | + 0s     |
| 9. | Bryan Coquard     | Vital Concept-B&B Hotels | + 0s     |
| 10. | Anthony Turgis    | Direct Énergie           | + 0s     |

| \| Classificação geral \| Classificação geral \| Classificação geral \| Classificação geral \| Classificação geral \| \| Ciclista \| Ciclista \| Equipe \| Tempo \| \| \| ------------------- \| ------------------- \| --------------------- \| ------------------- \| ------------------- \| \| 1. \| Dylan Groenewegen \| Team Jumbo-Visma \| 3h17m35s \| \| \| 2. \| Caleb Ewan \| Lotto-Soudal \| + 4s \| \| \| 3. \| Luis León Sánchez \| Astana \| + 5s \| \| \| 4. \| Michał Kwiatkowski \| Team Sky \| + 5s \| \| \| 5. \| Fabio Jakobsen \| Deceuninck-Quick Step \| + 6s \| \| \| 6. \| Egan Bernal \| Team Sky \| + 9s \| \| \| 7. \| Rudy Molard \| Groupama-FDJ \| + 9s \| \| \| 8. \| Sam Bennett \| Bora-Hansgrohe \| + 10s \| \| \| 9. \| John Degenkolb \| Trek-Segafredo \| + 10s \| \| \| 10. \| Matteo Trentin \| Mitchelton-Scott \| + 10s \| \| |                    |                       |          |
| |                    |                       |          |
| Fonte: ProCyclingStats |                    |                       |          |
| Classificação geral |                    |                       |          |
| Ciclista | Ciclista           | Equipe                | Tempo    |
| 1. | Dylan Groenewegen  | Team Jumbo-Visma      | 3h17m35s |
| 2. | Caleb Ewan         | Lotto-Soudal          | + 4s     |
| 3. | Luis León Sánchez  | Astana                | + 5s     |
| 4. | Michał Kwiatkowski | Team Sky              | + 5s     |
| 5. | Fabio Jakobsen     | Deceuninck-Quick Step | + 6s     |
| 6. | Egan Bernal        | Team Sky              | + 9s     |
| 7. | Rudy Molard        | Groupama-FDJ          | + 9s     |
| 8. | Sam Bennett        | Bora-Hansgrohe        | + 10s    |
| 9. | John Degenkolb     | Trek-Segafredo        | + 10s    |
| 10. | Matteo Trentin     | Mitchelton-Scott      | + 10s    |

### 2.ª etapa
| Les Bréviaires - Bellegarde | etapa plana | (163,5 km) |

| \| Classificação por etapas \| Classificação por etapas \| Classificação por etapas \| Classificação por etapas \| Classificação por etapas \| \| Ciclista \| Ciclista \| Equipe \| Tempo \| \| \| ------------------------ \| ------------------------ \| ------------------------ \| ------------------------ \| ------------------------ \| \| 1. \| Dylan Groenewegen \| Team Jumbo-Visma \| 3h14m04s \| \| \| 2. \| Iván García Cortina \| Bahrain-Merida \| + 0s \| \| \| 3. \| Philippe Gilbert \| Deceuninck-Quick Step \| + 0s \| \| \| 4. \| Matteo Trentin \| Mitchelton-Scott \| + 0s \| \| \| 5. \| Michał Kwiatkowski \| Team Sky \| + 0s \| \| \| 6. \| Luis León Sánchez \| Astana \| + 0s \| \| \| 7. \| Egan Bernal \| Team Sky \| + 0s \| \| \| 8. \| Arnaud Démare \| Groupama-FDJ \| + 5s \| \| \| 9. \| André Greipel \| Arkéa-Samsic \| + 5s \| \| \| 10. \| Mike Teunissen \| Team Jumbo-Visma \| + 5s \| \| |                     |                       |          |
| |                     |                       |          |
| Fonte: ProCyclingStats |                     |                       |          |
| Classificação por etapas |                     |                       |          |
| Ciclista | Ciclista            | Equipe                | Tempo    |
| 1. | Dylan Groenewegen   | Team Jumbo-Visma      | 3h14m04s |
| 2. | Iván García Cortina | Bahrain-Merida        | + 0s     |
| 3. | Philippe Gilbert    | Deceuninck-Quick Step | + 0s     |
| 4. | Matteo Trentin      | Mitchelton-Scott      | + 0s     |
| 5. | Michał Kwiatkowski  | Team Sky              | + 0s     |
| 6. | Luis León Sánchez   | Astana                | + 0s     |
| 7. | Egan Bernal         | Team Sky              | + 0s     |
| 8. | Arnaud Démare       | Groupama-FDJ          | + 5s     |
| 9. | André Greipel       | Arkéa-Samsic          | + 5s     |
| 10. | Mike Teunissen      | Team Jumbo-Visma      | + 5s     |

| \| Classificação geral \| Classificação geral \| Classificação geral \| Classificação geral \| Classificação geral \| \| Ciclista \| Ciclista \| Equipe \| Tempo \| \| \| ------------------- \| ------------------- \| --------------------- \| ------------------- \| ------------------- \| \| 1. \| Dylan Groenewegen \| Team Jumbo-Visma \| 6h31m19s \| \| \| 2. \| Michał Kwiatkowski \| Team Sky \| + 12s \| \| \| 3. \| Luis León Sánchez \| Astana \| + 13s \| \| \| 4. \| Philippe Gilbert \| Deceuninck-Quick Step \| + 16s \| \| \| 5. \| Egan Bernal \| Team Sky \| + 19s \| \| \| 6. \| Matteo Trentin \| Mitchelton-Scott \| + 20s \| \| \| 7. \| Tony Gallopin \| AG2R La Mondiale \| + 22s \| \| \| 8. \| Rudy Molard \| Groupama-FDJ \| + 23s \| \| \| 9. \| Romain Bardet \| AG2R La Mondiale \| + 23s \| \| \| 10. \| Oliver Naesen \| AG2R La Mondiale \| + 24s \| \| |                    |                       |          |
| |                    |                       |          |
| Fonte: ProCyclingStats |                    |                       |          |
| Classificação geral |                    |                       |          |
| Ciclista | Ciclista           | Equipe                | Tempo    |
| 1. | Dylan Groenewegen  | Team Jumbo-Visma      | 6h31m19s |
| 2. | Michał Kwiatkowski | Team Sky              | + 12s    |
| 3. | Luis León Sánchez  | Astana                | + 13s    |
| 4. | Philippe Gilbert   | Deceuninck-Quick Step | + 16s    |
| 5. | Egan Bernal        | Team Sky              | + 19s    |
| 6. | Matteo Trentin     | Mitchelton-Scott      | + 20s    |
| 7. | Tony Gallopin      | AG2R La Mondiale      | + 22s    |
| 8. | Rudy Molard        | Groupama-FDJ          | + 23s    |
| 9. | Romain Bardet      | AG2R La Mondiale      | + 23s    |
| 10. | Oliver Naesen      | AG2R La Mondiale      | + 24s    |

### 3.ª etapa
| Cepoy - Moulins | etapa plana | (200 km) |

| \| Classificação por etapas \| Classificação por etapas \| Classificação por etapas \| Classificação por etapas \| Classificação por etapas \| \| Ciclista \| Ciclista \| Equipe \| Tempo \| \| \| ------------------------ \| ------------------------ \| ------------------------ \| ------------------------ \| ------------------------ \| \| 1. \| Sam Bennett \| Bora-Hansgrohe \| 5h16m25s \| \| \| 2. \| Caleb Ewan \| Lotto-Soudal \| + 0s \| \| \| 3. \| Fabio Jakobsen \| Deceuninck-Quick Step \| + 0s \| \| \| 4. \| Daniel McLay \| EF Education First \| + 0s \| \| \| 5. \| Bryan Coquard \| Vital Concept-B&B Hotels \| + 0s \| \| \| 6. \| Niccolò Bonifazio \| Direct Énergie \| + 0s \| \| \| 7. \| Alexander Kristoff \| UAE Team Emirates \| + 0s \| \| \| 8. \| Arnaud Démare \| Groupama-FDJ \| + 0s \| \| \| 9. \| Dylan Groenewegen \| Team Jumbo-Visma \| + 0s \| \| \| 10. \| Edward Theuns \| Trek-Segafredo \| + 0s \| \| |                    |                          |          |
| |                    |                          |          |
| Fonte: ProCyclingStats |                    |                          |          |
| Classificação por etapas |                    |                          |          |
| Ciclista | Ciclista           | Equipe                   | Tempo    |
| 1. | Sam Bennett        | Bora-Hansgrohe           | 5h16m25s |
| 2. | Caleb Ewan         | Lotto-Soudal             | + 0s     |
| 3. | Fabio Jakobsen     | Deceuninck-Quick Step    | + 0s     |
| 4. | Daniel McLay       | EF Education First       | + 0s     |
| 5. | Bryan Coquard      | Vital Concept-B&B Hotels | + 0s     |
| 6. | Niccolò Bonifazio  | Direct Énergie           | + 0s     |
| 7. | Alexander Kristoff | UAE Team Emirates        | + 0s     |
| 8. | Arnaud Démare      | Groupama-FDJ             | + 0s     |
| 9. | Dylan Groenewegen  | Team Jumbo-Visma         | + 0s     |
| 10. | Edward Theuns      | Trek-Segafredo           | + 0s     |

| \| Classificação geral \| Classificação geral \| Classificação geral \| Classificação geral \| Classificação geral \| \| Ciclista \| Ciclista \| Equipe \| Tempo \| \| \| ------------------- \| ------------------- \| --------------------- \| ------------------- \| ------------------- \| \| 1. \| Dylan Groenewegen \| Team Jumbo-Visma \| 11h47m44s \| \| \| 2. \| Michał Kwiatkowski \| Team Sky \| + 6s \| \| \| 3. \| Luis León Sánchez \| Astana \| + 11s \| \| \| 4. \| Philippe Gilbert \| Deceuninck-Quick Step \| + 16s \| \| \| 5. \| Egan Bernal \| Team Sky \| + 17s \| \| \| 6. \| Matteo Trentin \| Mitchelton-Scott \| + 20s \| \| \| 7. \| Tony Gallopin \| AG2R La Mondiale \| + 21s \| \| \| 8. \| Rudy Molard \| Groupama-FDJ \| + 23s \| \| \| 9. \| Romain Bardet \| AG2R La Mondiale \| + 23s \| \| \| 10. \| Oliver Naesen \| AG2R La Mondiale \| + 24s \| \| |                    |                       |           |
| |                    |                       |           |
| Fonte: ProCyclingStats |                    |                       |           |
| Classificação geral |                    |                       |           |
| Ciclista | Ciclista           | Equipe                | Tempo     |
| 1. | Dylan Groenewegen  | Team Jumbo-Visma      | 11h47m44s |
| 2. | Michał Kwiatkowski | Team Sky              | + 6s      |
| 3. | Luis León Sánchez  | Astana                | + 11s     |
| 4. | Philippe Gilbert   | Deceuninck-Quick Step | + 16s     |
| 5. | Egan Bernal        | Team Sky              | + 17s     |
| 6. | Matteo Trentin     | Mitchelton-Scott      | + 20s     |
| 7. | Tony Gallopin      | AG2R La Mondiale      | + 21s     |
| 8. | Rudy Molard        | Groupama-FDJ          | + 23s     |
| 9. | Romain Bardet      | AG2R La Mondiale      | + 23s     |
| 10. | Oliver Naesen      | AG2R La Mondiale      | + 24s     |

### 4.ª etapa
| Vichy - Pélussin | etapa escarpada | (210,5 km) |

| \| Classificação por etapas \| Classificação por etapas \| Classificação por etapas \| Classificação por etapas \| Classificação por etapas \| \| Ciclista \| Ciclista \| Equipe \| Tempo \| \| \| ------------------------ \| ------------------------ \| ------------------------ \| ------------------------ \| ------------------------ \| \| 1. \| Magnus Cort \| Astana \| 5h03m49s \| \| \| 2. \| Thomas De Gendt \| Lotto-Soudal \| + 7s \| \| \| 3. \| Giulio Ciccone \| Trek-Segafredo \| + 13s \| \| \| 4. \| Alessandro De Marchi \| CCC Team \| + 18s \| \| \| 5. \| Lilian Calmejane \| Direct Énergie \| + 48s \| \| \| 6. \| Valentin Madouas \| Groupama-FDJ \| + 48s \| \| \| 7. \| Sonny Colbrelli \| Bahrain-Merida \| + 48s \| \| \| 8. \| Matteo Trentin \| Mitchelton-Scott \| + 48s \| \| \| 9. \| Philippe Gilbert \| Deceuninck-Quick Step \| + 48s \| \| \| 10. \| Michał Kwiatkowski \| Team Sky \| + 48s \| \| |                      |                       |          |
| |                      |                       |          |
| Fonte: ProCyclingStats |                      |                       |          |
| Classificação por etapas |                      |                       |          |
| Ciclista | Ciclista             | Equipe                | Tempo    |
| 1. | Magnus Cort          | Astana                | 5h03m49s |
| 2. | Thomas De Gendt      | Lotto-Soudal          | + 7s     |
| 3. | Giulio Ciccone       | Trek-Segafredo        | + 13s    |
| 4. | Alessandro De Marchi | CCC Team              | + 18s    |
| 5. | Lilian Calmejane     | Direct Énergie        | + 48s    |
| 6. | Valentin Madouas     | Groupama-FDJ          | + 48s    |
| 7. | Sonny Colbrelli      | Bahrain-Merida        | + 48s    |
| 8. | Matteo Trentin       | Mitchelton-Scott      | + 48s    |
| 9. | Philippe Gilbert     | Deceuninck-Quick Step | + 48s    |
| 10. | Michał Kwiatkowski   | Team Sky              | + 48s    |

| \| Classificação geral \| Classificação geral \| Classificação geral \| Classificação geral \| Classificação geral \| \| Ciclista \| Ciclista \| Equipe \| Tempo \| \| \| ------------------- \| ------------------- \| --------------------- \| ------------------- \| ------------------- \| \| 1. \| Michał Kwiatkowski \| Team Sky \| 16h52m27s \| \| \| 2. \| Luis León Sánchez \| Astana \| + 5s \| \| \| 3. \| Philippe Gilbert \| Deceuninck-Quick Step \| + 10s \| \| \| 4. \| Egan Bernal \| Team Sky \| + 11s \| \| \| 5. \| Matteo Trentin \| Mitchelton-Scott \| + 14s \| \| \| 6. \| Tony Gallopin \| AG2R La Mondiale \| + 15s \| \| \| 7. \| Rudy Molard \| Groupama-FDJ \| + 17s \| \| \| 8. \| Romain Bardet \| AG2R La Mondiale \| + 17s \| \| \| 9. \| Oliver Naesen \| AG2R La Mondiale \| + 18s \| \| \| 10. \| Felix Großschartner \| Bora-Hansgrohe \| + 18s \| \| |                     |                       |           |
| |                     |                       |           |
| Fonte: ProCyclingStats |                     |                       |           |
| Classificação geral |                     |                       |           |
| Ciclista | Ciclista            | Equipe                | Tempo     |
| 1. | Michał Kwiatkowski  | Team Sky              | 16h52m27s |
| 2. | Luis León Sánchez   | Astana                | + 5s      |
| 3. | Philippe Gilbert    | Deceuninck-Quick Step | + 10s     |
| 4. | Egan Bernal         | Team Sky              | + 11s     |
| 5. | Matteo Trentin      | Mitchelton-Scott      | + 14s     |
| 6. | Tony Gallopin       | AG2R La Mondiale      | + 15s     |
| 7. | Rudy Molard         | Groupama-FDJ          | + 17s     |
| 8. | Romain Bardet       | AG2R La Mondiale      | + 17s     |
| 9. | Oliver Naesen       | AG2R La Mondiale      | + 18s     |
| 10. | Felix Großschartner | Bora-Hansgrohe        | + 18s     |

### 5.ª etapa
| Barbentane - Barbentane | contrarrelógio individual | (25,5 km) |

| \| Classificação por etapas \| Classificação por etapas \| Classificação por etapas \| Classificação por etapas \| Classificação por etapas \| \| Ciclista \| Ciclista \| Equipe \| Tempo \| \| \| ------------------------ \| ------------------------ \| ------------------------ \| ------------------------ \| ------------------------ \| \| 1. \| Simon Yates \| Mitchelton-Scott \| 30m26s \| \| \| 2. \| Nils Politt \| Katusha-Alpecin \| + 7s \| \| \| 3. \| Michał Kwiatkowski \| Team Sky \| + 11s \| \| \| 4. \| Tejay van Garderen \| EF Education First \| + 15s \| \| \| 5. \| Daniel Felipe Martínez \| EF Education First \| + 15s \| \| \| 6. \| Egan Bernal \| Team Sky \| + 15s \| \| \| 7. \| Lawson Craddock \| EF Education First \| + 15s \| \| \| 8. \| Tom Scully \| EF Education First \| + 27s \| \| \| 9. \| Marc Soler \| Movistar Team \| + 30s \| \| \| 10. \| Luis León Sánchez \| Astana \| + 30s \| \| |                        |                    |        |
| |                        |                    |        |
| Fonte: ProCyclingStats |                        |                    |        |
| Classificação por etapas |                        |                    |        |
| Ciclista | Ciclista               | Equipe             | Tempo  |
| 1. | Simon Yates            | Mitchelton-Scott   | 30m26s |
| 2. | Nils Politt            | Katusha-Alpecin    | + 7s   |
| 3. | Michał Kwiatkowski     | Team Sky           | + 11s  |
| 4. | Tejay van Garderen     | EF Education First | + 15s  |
| 5. | Daniel Felipe Martínez | EF Education First | + 15s  |
| 6. | Egan Bernal            | Team Sky           | + 15s  |
| 7. | Lawson Craddock        | EF Education First | + 15s  |
| 8. | Tom Scully             | EF Education First | + 27s  |
| 9. | Marc Soler             | Movistar Team      | + 30s  |
| 10. | Luis León Sánchez      | Astana             | + 30s  |

| \| Classificação geral \| Classificação geral \| Classificação geral \| Classificação geral \| Classificação geral \| \| Ciclista \| Ciclista \| Equipe \| Tempo \| \| \| ------------------- \| ------------------- \| --------------------- \| ------------------- \| ------------------- \| \| 1. \| Michał Kwiatkowski \| Team Sky \| 17h23m04s \| \| \| 2. \| Egan Bernal \| Team Sky \| + 15s \| \| \| 3. \| Luis León Sánchez \| Astana \| + 24s \| \| \| 4. \| Wilco Kelderman \| Team Sunweb \| + 57s \| \| \| 5. \| Bob Jungels \| Deceuninck-Quick Step \| + 57s \| \| \| 6. \| Nairo Quintana \| Movistar Team \| + 1m01s \| \| \| 7. \| Felix Großschartner \| Bora-Hansgrohe \| + 1m05s \| \| \| 8. \| Jack Haig \| Mitchelton-Scott \| + 1m15s \| \| \| 9. \| Rudy Molard \| Groupama-FDJ \| + 1m18s \| \| \| 10. \| Romain Bardet \| AG2R La Mondiale \| + 1m21s \| \| |                     |                       |           |
| |                     |                       |           |
| Fonte: ProCyclingStats |                     |                       |           |
| Classificação geral |                     |                       |           |
| Ciclista | Ciclista            | Equipe                | Tempo     |
| 1. | Michał Kwiatkowski  | Team Sky              | 17h23m04s |
| 2. | Egan Bernal         | Team Sky              | + 15s     |
| 3. | Luis León Sánchez   | Astana                | + 24s     |
| 4. | Wilco Kelderman     | Team Sunweb           | + 57s     |
| 5. | Bob Jungels         | Deceuninck-Quick Step | + 57s     |
| 6. | Nairo Quintana      | Movistar Team         | + 1m01s   |
| 7. | Felix Großschartner | Bora-Hansgrohe        | + 1m05s   |
| 8. | Jack Haig           | Mitchelton-Scott      | + 1m15s   |
| 9. | Rudy Molard         | Groupama-FDJ          | + 1m18s   |
| 10. | Romain Bardet       | AG2R La Mondiale      | + 1m21s   |

### 6.ª etapa
| Peynier - Brignoles | etapa escarpada | (210,5 km) |

| \| Classificação por etapas \| Classificação por etapas \| Classificação por etapas \| Classificação por etapas \| Classificação por etapas \| \| Ciclista \| Ciclista \| Equipe \| Tempo \| \| \| ------------------------ \| ------------------------ \| ------------------------ \| ------------------------ \| ------------------------ \| \| 1. \| Sam Bennett \| Bora-Hansgrohe \| 4h12m35s \| \| \| 2. \| Arnaud Démare \| Groupama-FDJ \| + 0s \| \| \| 3. \| Matteo Trentin \| Mitchelton-Scott \| + 0s \| \| \| 4. \| John Degenkolb \| Trek-Segafredo \| + 0s \| \| \| 5. \| Bryan Coquard \| Vital Concept-B&B Hotels \| + 0s \| \| \| 6. \| Anthony Turgis \| Direct Énergie \| + 0s \| \| \| 7. \| Florian Sénéchal \| Deceuninck-Quick Step \| + 0s \| \| \| 8. \| Oliver Naesen \| AG2R La Mondiale \| + 0s \| \| \| 9. \| Alexander Kristoff \| UAE Team Emirates \| + 0s \| \| \| 10. \| Egan Bernal \| Team Sky \| + 0s \| \| |                    |                          |          |
| |                    |                          |          |
| Fonte: ProCyclingStats |                    |                          |          |
| Classificação por etapas |                    |                          |          |
| Ciclista | Ciclista           | Equipe                   | Tempo    |
| 1. | Sam Bennett        | Bora-Hansgrohe           | 4h12m35s |
| 2. | Arnaud Démare      | Groupama-FDJ             | + 0s     |
| 3. | Matteo Trentin     | Mitchelton-Scott         | + 0s     |
| 4. | John Degenkolb     | Trek-Segafredo           | + 0s     |
| 5. | Bryan Coquard      | Vital Concept-B&B Hotels | + 0s     |
| 6. | Anthony Turgis     | Direct Énergie           | + 0s     |
| 7. | Florian Sénéchal   | Deceuninck-Quick Step    | + 0s     |
| 8. | Oliver Naesen      | AG2R La Mondiale         | + 0s     |
| 9. | Alexander Kristoff | UAE Team Emirates        | + 0s     |
| 10. | Egan Bernal        | Team Sky                 | + 0s     |

| \| Classificação geral \| Classificação geral \| Classificação geral \| Classificação geral \| Classificação geral \| \| Ciclista \| Ciclista \| Equipe \| Tempo \| \| \| ------------------- \| ------------------- \| --------------------- \| ------------------- \| ------------------- \| \| 1. \| Michał Kwiatkowski \| Team Sky \| 21h35m36s \| \| \| 2. \| Egan Bernal \| Team Sky \| + 18s \| \| \| 3. \| Luis León Sánchez \| Astana \| + 22s \| \| \| 4. \| Wilco Kelderman \| Team Sunweb \| + 1m00s \| \| \| 5. \| Bob Jungels \| Deceuninck-Quick Step \| + 1m00s \| \| \| 6. \| Nairo Quintana \| Movistar Team \| + 1m04s \| \| \| 7. \| Felix Großschartner \| Bora-Hansgrohe \| + 1m08s \| \| \| 8. \| Jack Haig \| Mitchelton-Scott \| + 1m17s \| \| \| 9. \| Rudy Molard \| Groupama-FDJ \| + 1m21s \| \| \| 10. \| Romain Bardet \| AG2R La Mondiale \| + 1m24s \| \| |                     |                       |           |
| |                     |                       |           |
| Fonte: ProCyclingStats |                     |                       |           |
| Classificação geral |                     |                       |           |
| Ciclista | Ciclista            | Equipe                | Tempo     |
| 1. | Michał Kwiatkowski  | Team Sky              | 21h35m36s |
| 2. | Egan Bernal         | Team Sky              | + 18s     |
| 3. | Luis León Sánchez   | Astana                | + 22s     |
| 4. | Wilco Kelderman     | Team Sunweb           | + 1m00s   |
| 5. | Bob Jungels         | Deceuninck-Quick Step | + 1m00s   |
| 6. | Nairo Quintana      | Movistar Team         | + 1m04s   |
| 7. | Felix Großschartner | Bora-Hansgrohe        | + 1m08s   |
| 8. | Jack Haig           | Mitchelton-Scott      | + 1m17s   |
| 9. | Rudy Molard         | Groupama-FDJ          | + 1m21s   |
| 10. | Romain Bardet       | AG2R La Mondiale      | + 1m24s   |

### 7.ª etapa
| Nice - Col de Turini | alta montanha | (181,5 km) |

| \| Classificação por etapas \| Classificação por etapas \| Classificação por etapas \| Classificação por etapas \| Classificação por etapas \| \| Ciclista \| Ciclista \| Equipe \| Tempo \| \| \| ------------------------ \| ------------------------ \| -------------------------- \| ------------------------ \| ------------------------ \| \| 1. \| Daniel Felipe Martínez \| EF Education First \| 4h55m49s \| \| \| 2. \| Miguel Ángel López \| Astana \| + 6s \| \| \| 3. \| Nicolas Edet \| Cofidis, Solutions Crédits \| + 20s \| \| \| 4. \| Simon Yates \| Mitchelton-Scott \| + 20s \| \| \| 5. \| Jonathan Hivert \| Direct Énergie \| + 55s \| \| \| 6. \| Giulio Ciccone \| Trek-Segafredo \| + 2m03s \| \| \| 7. \| Julien El Fares \| Delko Marseille Provence \| + 2m03s \| \| \| 8. \| Sergio Henao \| UAE Team Emirates \| + 2m08s \| \| \| 9. \| Víctor de la Parte \| CCC Team \| + 2m13s \| \| \| 10. \| Alessandro De Marchi \| CCC Team \| + 2m15s \| \| |                        |                            |          |
| |                        |                            |          |
| Fonte: ProCyclingStats |                        |                            |          |
| Classificação por etapas |                        |                            |          |
| Ciclista | Ciclista               | Equipe                     | Tempo    |
| 1. | Daniel Felipe Martínez | EF Education First         | 4h55m49s |
| 2. | Miguel Ángel López     | Astana                     | + 6s     |
| 3. | Nicolas Edet           | Cofidis, Solutions Crédits | + 20s    |
| 4. | Simon Yates            | Mitchelton-Scott           | + 20s    |
| 5. | Jonathan Hivert        | Direct Énergie             | + 55s    |
| 6. | Giulio Ciccone         | Trek-Segafredo             | + 2m03s  |
| 7. | Julien El Fares        | Delko Marseille Provence   | + 2m03s  |
| 8. | Sergio Henao           | UAE Team Emirates          | + 2m08s  |
| 9. | Víctor de la Parte     | CCC Team                   | + 2m13s  |
| 10. | Alessandro De Marchi   | CCC Team                   | + 2m15s  |

| \| Classificação geral \| Classificação geral \| Classificação geral \| Classificação geral \| Classificação geral \| \| Ciclista \| Ciclista \| Equipe \| Tempo \| \| \| ------------------- \| ------------------- \| --------------------- \| ------------------- \| ------------------- \| \| 1. \| Egan Bernal \| Team Sky \| 26h35m26s \| \| \| 2. \| Philippe Gilbert \| Deceuninck-Quick Step \| + 45s \| \| \| 3. \| Nairo Quintana \| Movistar Team \| + 46s \| \| \| 4. \| Michał Kwiatkowski \| Team Sky \| + 1m03s \| \| \| 5. \| Jack Haig \| Mitchelton-Scott \| + 1m21s \| \| \| 6. \| Romain Bardet \| AG2R La Mondiale \| + 1m45s \| \| \| 7. \| George Bennett \| Team Jumbo-Visma \| + 2m20s \| \| \| 8. \| Ilnur Zakarin \| Katusha-Alpecin \| + 2m52s \| \| \| 9. \| Rudy Molard \| Groupama-FDJ \| + 3m02s \| \| \| 10. \| Bob Jungels \| Deceuninck-Quick Step \| + 3m06s \| \| |                    |                       |           |
| |                    |                       |           |
| Fonte: ProCyclingStats |                    |                       |           |
| Classificação geral |                    |                       |           |
| Ciclista | Ciclista           | Equipe                | Tempo     |
| 1. | Egan Bernal        | Team Sky              | 26h35m26s |
| 2. | Philippe Gilbert   | Deceuninck-Quick Step | + 45s     |
| 3. | Nairo Quintana     | Movistar Team         | + 46s     |
| 4. | Michał Kwiatkowski | Team Sky              | + 1m03s   |
| 5. | Jack Haig          | Mitchelton-Scott      | + 1m21s   |
| 6. | Romain Bardet      | AG2R La Mondiale      | + 1m45s   |
| 7. | George Bennett     | Team Jumbo-Visma      | + 2m20s   |
| 8. | Ilnur Zakarin      | Katusha-Alpecin       | + 2m52s   |
| 9. | Rudy Molard        | Groupama-FDJ          | + 3m02s   |
| 10. | Bob Jungels        | Deceuninck-Quick Step | + 3m06s   |

### 8.ª etapa
| Nice - Nice | média montanha | (110 km) |

| \| Classificação por etapas \| Classificação por etapas \| Classificação por etapas \| Classificação por etapas \| Classificação por etapas \| \| Ciclista \| Ciclista \| Equipe \| Tempo \| \| \| ------------------------ \| ------------------------ \| ------------------------ \| ------------------------ \| ------------------------ \| \| 1. \| Ion Izagirre \| Astana \| 2h41m10s \| \| \| 2. \| Oliver Naesen \| AG2R La Mondiale \| + 18s \| \| \| 3. \| Wilco Kelderman \| Team Sunweb \| + 18s \| \| \| 4. \| Daniel Felipe Martínez \| EF Education First \| + 18s \| \| \| 5. \| Felix Großschartner \| Bora-Hansgrohe \| + 18s \| \| \| 6. \| Domenico Pozzovivo \| Bahrain-Merida \| + 18s \| \| \| 7. \| Luis León Sánchez \| Astana \| + 18s \| \| \| 8. \| Simon Yates \| Mitchelton-Scott \| + 20s \| \| \| 9. \| Tejay van Garderen \| EF Education First \| + 20s \| \| \| 10. \| Nairo Quintana \| Movistar Team \| + 22s \| \| |                        |                    |          |
| |                        |                    |          |
| Fonte: ProCyclingStats |                        |                    |          |
| Classificação por etapas |                        |                    |          |
| Ciclista | Ciclista               | Equipe             | Tempo    |
| 1. | Ion Izagirre           | Astana             | 2h41m10s |
| 2. | Oliver Naesen          | AG2R La Mondiale   | + 18s    |
| 3. | Wilco Kelderman        | Team Sunweb        | + 18s    |
| 4. | Daniel Felipe Martínez | EF Education First | + 18s    |
| 5. | Felix Großschartner    | Bora-Hansgrohe     | + 18s    |
| 6. | Domenico Pozzovivo     | Bahrain-Merida     | + 18s    |
| 7. | Luis León Sánchez      | Astana             | + 18s    |
| 8. | Simon Yates            | Mitchelton-Scott   | + 20s    |
| 9. | Tejay van Garderen     | EF Education First | + 20s    |
| 10. | Nairo Quintana         | Movistar Team      | + 22s    |

## Classificações finais
- As classificações finalizaram da seguinte forma:[3]

### Classificação geral
| \| Classificação geral \| Classificação geral \| Classificação geral \| Classificação geral \| Classificação geral \| \| Ciclista \| Ciclista \| Equipe \| Tempo \| \| \| ------------------- \| ------------------- \| --------------------- \| ------------------- \| ------------------- \| \| 1. \| Egan Bernal \| Team Sky \| 29h17m02s \| \| \| 2. \| Nairo Quintana \| Movistar Team \| + 39s \| \| \| 3. \| Michał Kwiatkowski \| Team Sky \| + 1m03s \| \| \| 4. \| Jack Haig \| Mitchelton-Scott \| + 1m21s \| \| \| 5. \| Romain Bardet \| AG2R La Mondiale \| + 1m45s \| \| \| 6. \| George Bennett \| Team Jumbo-Visma \| + 2m20s \| \| \| 7. \| Rudy Molard \| Groupama-FDJ \| + 3m02s \| \| \| 8. \| Bob Jungels \| Deceuninck-Quick Step \| + 3m06s \| \| \| 9. \| Luis León Sánchez \| Astana \| + 3m12s \| \| \| 10. \| Ilnur Zakarin \| Katusha-Alpecin \| + 4m07s \| \| |                    |                       |           |
| |                    |                       |           |
| Fonte: ProCyclingStats |                    |                       |           |
| Classificação geral |                    |                       |           |
| Ciclista | Ciclista           | Equipe                | Tempo     |
| 1. | Egan Bernal        | Team Sky              | 29h17m02s |
| 2. | Nairo Quintana     | Movistar Team         | + 39s     |
| 3. | Michał Kwiatkowski | Team Sky              | + 1m03s   |
| 4. | Jack Haig          | Mitchelton-Scott      | + 1m21s   |
| 5. | Romain Bardet      | AG2R La Mondiale      | + 1m45s   |
| 6. | George Bennett     | Team Jumbo-Visma      | + 2m20s   |
| 7. | Rudy Molard        | Groupama-FDJ          | + 3m02s   |
| 8. | Bob Jungels        | Deceuninck-Quick Step | + 3m06s   |
| 9. | Luis León Sánchez  | Astana                | + 3m12s   |
| 10. | Ilnur Zakarin      | Katusha-Alpecin       | + 4m07s   |

### Classificação da montanha
| Classificação da montanha | Classificação da montanha | Classificação da montanha | Classificação da montanha | Classificação da montanha |
| Ciclista                  | Ciclista                  | Equipe                    | Pontos                    |                           |
| ------------------------- | ------------------------- | ------------------------- | ------------------------- | ------------------------- |
| 1.                        | Thomas De Gendt           | Lotto-Soudal              | 76 pts                    |                           |
| 2.                        | Alessandro De Marchi      | CCC Team                  | 43 pts                    |                           |
| 3.                        | Nairo Quintana            | Movistar Team             | 25 pts                    |                           |
| 4.                        | Matteo Trentin            | Mitchelton-Scott          | 16 pts                    |                           |
| 5.                        | Ion Izagirre              | Astana                    | 16 pts                    |                           |
| 6.                        | Tejay van Garderen        | EF Education First        | 16 pts                    |                           |
| 7.                        | Miguel Ángel López        | Astana                    | 15 pts                    |                           |
| 8.                        | Daniel Felipe Martínez    | EF Education First        | 14 pts                    |                           |
| 9.                        | Luis León Sánchez         | Astana                    | 12 pts                    |                           |
| 10.                       | Giulio Ciccone            | Trek-Segafredo            | 12 pts                    |                           |

### Classificação por pontos
| Classificação por pontos | Classificação por pontos | Classificação por pontos | Classificação por pontos | Classificação por pontos |
| Ciclista                 | Ciclista                 | Equipe                   | Pontos                   |                          |
| ------------------------ | ------------------------ | ------------------------ | ------------------------ | ------------------------ |
| 1.                       | Michał Kwiatkowski       | Team Sky                 | 33 pts                   |                          |
| 2.                       | Daniel Felipe Martínez   | EF Education First       | 28 pts                   |                          |
| 3.                       | Simon Yates              | Mitchelton-Scott         | 25 pts                   |                          |
| 4.                       | Luis León Sánchez        | Astana                   | 24 pts                   |                          |
| 5.                       | Matteo Trentin           | Mitchelton-Scott         | 24 pts                   |                          |
| 6.                       | Arnaud Démare            | Groupama-FDJ             | 22 pts                   |                          |
| 7.                       | Magnus Cort              | Astana                   | 18 pts                   |                          |
| 8.                       | Ion Izagirre             | Astana                   | 18 pts                   |                          |
| 9.                       | Philippe Gilbert         | Deceuninck-Quick Step    | 16 pts                   |                          |
| 10.                      | Oliver Naesen            | AG2R La Mondiale         | 16 pts                   |                          |

### Classificação dos jovens
| Classificação dos jovens | Classificação dos jovens | Classificação dos jovens | Classificação dos jovens | Classificação dos jovens |
| Ciclista                 | Ciclista                 | Equipe                   | Tempo                    |                          |
| ------------------------ | ------------------------ | ------------------------ | ------------------------ | ------------------------ |
| 1.                       | Egan Bernal              | Team Sky                 | 29h17m02s                |                          |
| 2.                       | Valentin Madouas         | Groupama-FDJ             | + 4m07s                  |                          |
| 3.                       | Daniel Felipe Martínez   | EF Education First       | + 9m27s                  |                          |
| 4.                       | Miguel Ángel López       | Astana                   | + 23m44s                 |                          |
| 5.                       | Tao Geoghegan Hart       | Team Sky                 | + 26m23s                 |                          |
| 6.                       | Giulio Ciccone           | Trek-Segafredo           | + 30m21s                 |                          |
| 7.                       | Élie Gesbert             | Arkéa-Samsic             | + 30m24s                 |                          |
| 8.                       | Iván Ramiro Sosa         | Team Sky                 | + 31m57s                 |                          |
| 9.                       | Iván García Cortina      | Bahrain-Merida           | + 36m47s                 |                          |
| 10.                      | Nils Politt              | Katusha-Alpecin          | + 37m22s                 |                          |

### Classificação por equipas
| Classificação por equipes | Classificação por equipes | Classificação por equipes | Classificação por equipes |
| Equipe                    | Equipe                    | Tempo                     |                           |
| ------------------------- | ------------------------- | ------------------------- | ------------------------- |
| 1.                        | Sky                       | 87h57m51s                 |                           |
| 2.                        | Astana                    | + 9m46s                   |                           |
| 3.                        | AG2R La Mondiale          | + 10m25s                  |                           |
| 4.                        | Mitchelton-Scott          | + 15m27s                  |                           |
| 5.                        | Bahrain-Merida            | + 17m18s                  |                           |
| 6.                        | Movistar Team             | + 33m16s                  |                           |
| 7.                        | Direct Énergie            | + 40m19s                  |                           |
| 8.                        | Groupama-FDJ              | + 41m41s                  |                           |
| 9.                        | Trek-Segafredo            | + 42m18s                  |                           |
| 10.                       | Deceuninck-Quick Step     | + 43m46s                  |                           |

## Evolução das classificações
| Etapa                 | Vencedor               | Classificação geral | Classificação da montanha | Classificação por pontos | Classificação dos jovens | Classificação por equipas |
| --------------------- | ---------------------- | ------------------- | ------------------------- | ------------------------ | ------------------------ | ------------------------- |
| 1.ª                   | Dylan Groenewegen      | Dylan Groenewegen   | Damien Gaudin             | Dylan Groenewegen        | Caleb Ewan               | Bora-Hansgrohe            |
| 2.ª                   | Dylan Groenewegen      | Dylan Groenewegen   | Damien Gaudin             | Dylan Groenewegen        | Egan Bernal              | Jumbo-Visma               |
| 3.ª                   | Sam Bennett            | Dylan Groenewegen   | Damien Gaudin             | Dylan Groenewegen        | Egan Bernal              | Jumbo-Visma               |
| 4.ª                   | Magnus Cort            | Michał Kwiatkowski  | Thomas de Gendt           | Dylan Groenewegen        | Egan Bernal              | AG2R La Mondiale          |
| 5.ª                   | Simon Yates            | Michał Kwiatkowski  | Thomas de Gendt           | Dylan Groenewegen        | Egan Bernal              | EF Education First        |
| 6.ª                   | Sam Bennett            | Michał Kwiatkowski  | Thomas de Gendt           | Sam Bennett              | Egan Bernal              | Sky                       |
| 7.ª                   | Daniel Felipe Martínez | Egan Bernal         | Thomas de Gendt           | Michał Kwiatkowski       | Egan Bernal              | Sky                       |
| 8.ª                   | Ion Izagirre           | Egan Bernal         | Thomas de Gendt           | Michał Kwiatkowski       | Egan Bernal              | Sky                       |
| Classificações finais | Classificações finais  | Egan Bernal         | Thomas de Gendt           | Michał Kwiatkowski       | Egan Bernal              | Sky                       |

## Ciclistas participantes e posições finais
| Movistar Team MOV | Movistar Team MOV      | Movistar Team MOV |
| ----------------- | ---------------------- | ----------------- |
| Num               | Ciclista               | Pos               |
| 1                 | Marc Soler (ESP)       | 50.               |
| 2                 | Winner Anacona (COL)   | 33.               |
| 3                 | Héctor Carretero (ESP) | 77.               |
| 4                 | Imanol Erviti (ESP)    | 80.               |
| 5                 | Nairo Quintana (COL)   | 2.                |
| 6                 | Jürgen Roelandts (BEL) | 94.               |
| 7                 | Rafa Valls (ESP)       | DNF-6             |

| Mitchelton-Scott MTS | Mitchelton-Scott MTS           | Mitchelton-Scott MTS |
| -------------------- | ------------------------------ | -------------------- |
| Num                  | Ciclista                       | Pos                  |
| 11                   | Simon Yates (GBR)              | 25.                  |
| 12                   | Jack Bauer (NZL)               | 97.                  |
| 13                   | Esteban Chaves (COL)           | 51.                  |
| 14                   | Jack Haig (AUS)                | 4.                   |
| 15                   | Luka Mezgec (SLO)              | DNF-8                |
| 16                   | Mikel Nieve (ESP)              | 56.                  |
| 17                   | Matteo Trentin (ITA) (estrada) | 39.                  |

| Astana AST | Astana AST                     | Astana AST |
| ---------- | ------------------------------ | ---------- |
| Num        | Ciclista                       | Pos        |
| 21         | Miguel Ángel López (COL)       | 28.        |
| 22         | Laurens De Vreese (BEL)        | 89.        |
| 23         | Hugo Houle (CAN)               | 23.        |
| 24         | Gorka Izagirre (ESP) (estrada) | DNF-2      |
| 25         | Ion Izagirre (ESP)             | 21.        |
| 26         | Magnus Cort (DEN)              | 71.        |
| 27         | Luis León Sánchez (ESP)        | 9.         |

| Lotto-Soudal LTS | Lotto-Soudal LTS      | Lotto-Soudal LTS |
| ---------------- | --------------------- | ---------------- |
| Num              | Ciclista              | Pos              |
| 31               | Caleb Ewan (AUS)      | NP-7             |
| 32               | Jasper De Buyst (BEL) | DNF-1            |
| 33               | Thomas De Gendt (BEL) | 58.              |
| 34               | Adam Hansen (AUS)     | 68.              |
| 35               | Roger Kluge (GER)     | DNF-8            |
| 36               | Nikolas Maes (BEL)    | 100.             |
| 37               | Maxime Monfort (BEL)  | 30.              |

| Bahrain-Merida TBM | Bahrain-Merida TBM        | Bahrain-Merida TBM |
| ------------------ | ------------------------- | ------------------ |
| Num                | Ciclista                  | Pos                |
| 41                 | Domenico Pozzovivo (ITA)  | 26.                |
| 42                 | Sonny Colbrelli (ITA)     | 49.                |
| 43                 | Iván García Cortina (ESP) | 46.                |
| 44                 | Heinrich Haussler (AUS)   | 60.                |
| 45                 | Kristjan Koren (SLO)      | 69.                |
| 46                 | Domen Novak (SLO)         | DNF-3              |
| 47                 | Dylan Teuns (BEL)         | 17.                |

| Bora-Hansgrohe BOH | Bora-Hansgrohe BOH        | Bora-Hansgrohe BOH |
| ------------------ | ------------------------- | ------------------ |
| Num                | Ciclista                  | Pos                |
| 51                 | Patrick Konrad (AUT)      | 36.                |
| 52                 | Sam Bennett (IRL)         | DNF-7              |
| 53                 | Jean-Pierre Drucker (LUX) | DNF-8              |
| 54                 | Felix Großschartner (AUT) | 12.                |
| 55                 | Christoph Pfingsten (GER) | DNF-8              |
| 56                 | Paweł Poljański (POL)     | 47.                |
| 57                 | Michaek Schwarzmann (GER) | DNF-8              |

| AG2R La Mondiale ALM | AG2R La Mondiale ALM    | AG2R La Mondiale ALM |
| -------------------- | ----------------------- | -------------------- |
| Num                  | Ciclista                | Pos                  |
| 61                   | Romain Bardet (FRA)     | 5.                   |
| 62                   | Mikaël Cherel (FRA)     | 22.                  |
| 63                   | Benoît Cosnefroy (FRA)  | 79.                  |
| 64                   | Mathias Frank (SUI)     | DNF-7                |
| 65                   | Tony Gallopin (FRA)     | NP-8                 |
| 66                   | Oliver Naesen (BEL)     | 13.                  |
| 67                   | Stijn Vandenbergh (BEL) | 61.                  |

| Team Sky SKY | Team Sky SKY                       | Team Sky SKY |
| ------------ | ---------------------------------- | ------------ |
| Num          | Ciclista                           | Pos          |
| 71           | Egan Bernal (COL)                  | 1.           |
| 72           | Tao Geoghegan Hart (GBR)           | 32.          |
| 73           | Sebastián Henao (COL)              | 57.          |
| 74           | Michał Kwiatkowski (POL) (estrada) | 3.           |
| 75           | Jhonatan Narváez (ECU)             | 81.          |
| 76           | Luke Rowe (GBR)                    | 104.         |
| 77           | Iván Ramiro Sosa (COL)             | 41.          |

| UAE Team Emirates UAD | UAE Team Emirates UAD    | UAE Team Emirates UAD |
| --------------------- | ------------------------ | --------------------- |
| Num                   | Ciclista                 | Pos                   |
| 81                    | Sergio Henao (COL)       | 31.                   |
| 82                    | Fabio Aru (ITA)          | DNF-3                 |
| 83                    | Sven Erik Bystrøm (NOR)  | 99.                   |
| 84                    | Alexander Kristoff (NOR) | NP-8                  |
| 85                    | Marco Marcato (ITA)      | 62.                   |
| 86                    | Rory Sutherland (AUS)    | 113.                  |
| 87                    | Diego Ulissi (ITA)       | DNF-6                 |

| Trek-Segafredo TFS | Trek-Segafredo TFS      | Trek-Segafredo TFS |
| ------------------ | ----------------------- | ------------------ |
| Num                | Ciclista                | Pos                |
| 91                 | John Degenkolb (GER)    | 75.                |
| 92                 | Julien Bernard (FRA)    | 34.                |
| 93                 | Giulio Ciccone (ITA)    | 37.                |
| 94                 | Koen de Kort (NED)      | 85.                |
| 95                 | Alex Kirsch (LUX)       | 76.                |
| 96                 | Jarlinson Pantano (COL) | 54.                |
| 97                 | Edward Theuns (BEL)     | 35.                |

| Groupama-FDJ GFC | Groupama-FDJ GFC          | Groupama-FDJ GFC |
| ---------------- | ------------------------- | ---------------- |
| Num              | Ciclista                  | Pos              |
| 101              | Arnaud Démare (FRA)       | 70.              |
| 102              | Jacopo Guarnieri (ITA)    | 102.             |
| 103              | Ignatas Konovalovas (LTU) | 88.              |
| 104              | Olivier Le Gac (FRA)      | 84.              |
| 105              | Valentin Madouas (FRA)    | 11.              |
| 106              | Rudy Molard (FRA)         | 7.               |
| 107              | Ramon Sinkeldam (NED)     | 108.             |

| Deceuninck-Quick Step DQT | Deceuninck-Quick Step DQT         | Deceuninck-Quick Step DQT |
| ------------------------- | --------------------------------- | ------------------------- |
| Num                       | Ciclista                          | Pos                       |
| 111                       | Bob Jungels (LUX) (estrada e CRI) | 8.                        |
| 112                       | Tim Declercq (BEL)                | 64.                       |
| 113                       | Philippe Gilbert (BEL)            | 15.                       |
| 114                       | Fabio Jakobsen (NED)              | DNF-6                     |
| 115                       | Iljo Keisse (BEL)                 | 115.                      |
| 116                       | Fabio Sabatini (ITA)              | 103.                      |
| 117                       | Florian Sénéchal (FRA)            | DNF-8                     |

| Katusha-Alpecin TKA | Katusha-Alpecin TKA    | Katusha-Alpecin TKA |
| ------------------- | ---------------------- | ------------------- |
| Num                 | Ciclista               | Pos                 |
| 121                 | Ilnur Zakarin (RUS)    | 10.                 |
| 122                 | Jens Debusschere (BEL) | DNF-7               |
| 123                 | Marco Haller (AUT)     | 93.                 |
| 124                 | Reto Hollenstein (SUI) | 82.                 |
| 125                 | Marcel Kittel (GER)    | DNF-4               |
| 126                 | Nils Politt (GER)      | 48.                 |
| 127                 | Simon Špilak (SLO)     | 59.                 |

| Arkéa-Samsic PCB | Arkéa-Samsic PCB     | Arkéa-Samsic PCB |
| ---------------- | -------------------- | ---------------- |
| Num              | Ciclista             | Pos              |
| 131              | Warren Barguil (FRA) | DNF-2            |
| 132              | Maxime Bouet (FRA)   | DNF-2            |
| 133              | Élie Gesbert (FRA)   | 38.              |
| 134              | André Greipel (GER)  | 95.              |
| 135              | Amaël Moinard (FRA)  | 74.              |
| 136              | Laurent Pichon (FRA) | 83.              |
| 137              | Bram Welten (NED)    | DNF-7            |

| Team Jumbo-Visma TJV | Team Jumbo-Visma TJV        | Team Jumbo-Visma TJV |
| -------------------- | --------------------------- | -------------------- |
| Num                  | Ciclista                    | Pos                  |
| 141                  | Dylan Groenewegen (NED)     | NP-7                 |
| 142                  | George Bennett (NZL)        | 6.                   |
| 143                  | Pascal Eenkhoorn (NED)      | 78.                  |
| 144                  | Amund Grøndahl Jansen (NOR) | 87.                  |
| 145                  | Bert-Jan Lindeman (NED)     | 65.                  |
| 146                  | Mike Teunissen (NED)        | 55.                  |
| 147                  | Maarten Wynants (BEL)       | DNF-8                |

| EF Education First EF1 | EF Education First EF1             | EF Education First EF1 |
| ---------------------- | ---------------------------------- | ---------------------- |
| Num                    | Ciclista                           | Pos                    |
| 151                    | Rigoberto Urán (COL)               | DNF-2                  |
| 152                    | Lawson Craddock (USA)              | DNF-6                  |
| 153                    | Mitchell Docker (AUS)              | 91.                    |
| 154                    | Daniel Felipe Martínez (COL) (CRI) | 18.                    |
| 155                    | Daniel McLay (GBR)                 | NP-8                   |
| 156                    | Tom Scully (NZL)                   | 109.                   |
| 157                    | Tejay van Garderen (USA)           | 19.                    |

| Team Sunweb SUN | Team Sunweb SUN        | Team Sunweb SUN |
| --------------- | ---------------------- | --------------- |
| Num             | Ciclista               | Pos             |
| 161             | Michael Matthews (AUS) | DNF-1           |
| 162             | Jan Bakelants (BEL)    | 98.             |
| 163             | Roy Curvers (NED)      | DNF-8           |
| 164             | Wilco Kelderman (NED)  | 14.             |
| 165             | Casper Pedersen (DEN)  | 96.             |
| 166             | Martijn Tusveld (NED)  | DNF-1           |
| 167             | Louis Vervaeke (BEL)   | DNF-6           |

| Cofidis, Solutions Crédits COF | Cofidis, Solutions Crédits COF | Cofidis, Solutions Crédits COF |
| ------------------------------ | ------------------------------ | ------------------------------ |
| Num                            | Ciclista                       | Pos                            |
| 171                            | Christophe Laporte (FRA)       | NP-8                           |
| 172                            | Nicolas Edet (FRA)             | 40.                            |
| 173                            | Jesper Hansen (DEN)            | 67.                            |
| 174                            | Mathias Le Turnier (FRA)       | 72.                            |
| 175                            | Pierre-Luc Périchon (FRA)      | 66.                            |
| 176                            | Geoffrey Soupe (FRA)           | 112.                           |
| 177                            | Bert Van Lerberghe (BEL)       | 110.                           |

| Dimension Data TDD | Dimension Data TDD         | Dimension Data TDD |
| ------------------ | -------------------------- | ------------------ |
| Num                | Ciclista                   | Pos                |
| 181                | Mark Cavendish (GBR)       | DNF-2              |
| 182                | Lars Bak (DEN)             | DNF-6              |
| 183                | Edvald Boasson Hagen (NOR) | NP-7               |
| 184                | Scott Davies (GBR)         | 52.                |
| 185                | Bernhard Eisel (AUT)       | 107.               |
| 186                | Louis Meintjes (RSA)       | DNF-2              |
| 187                | Julien Vermote (BEL)       | 118.               |

| CCC Team CPT | CCC Team CPT               | CCC Team CPT |
| ------------ | -------------------------- | ------------ |
| Num          | Ciclista                   | Pos          |
| 191          | Amaro Antunes (POR)        | 29.          |
| 192          | William Barta (USA)        | 114.         |
| 193          | Víctor de la Parte (ESP)   | 43.          |
| 194          | Alessandro De Marchi (ITA) | 27.          |
| 195          | Jakub Mareczko (ITA)       | DNF-7        |
| 196          | Laurens ten Dam (NED)      | 44.          |
| 197          | Francisco Ventoso (ESP)    | DNF-6        |

| Direct Énergie TDE | Direct Énergie TDE      | Direct Énergie TDE |
| ------------------ | ----------------------- | ------------------ |
| Num                | Ciclista                | Pos                |
| 201                | Lilian Calmejane (FRA)  | 16.                |
| 202                | Niccolò Bonifazio (ITA) | 105.               |
| 203                | Damien Gaudin (FRA)     | DNF-8              |
| 204                | Jonathan Hivert (FRA)   | 42.                |
| 205                | Adrien Petit (FRA)      | 101.               |
| 206                | Niki Terpstra (NED)     | 63.                |
| 207                | Anthony Turgis (FRA)    | 73.                |

| Vital Concept-B&B Hotels VCB | Vital Concept-B&B Hotels VCB | Vital Concept-B&B Hotels VCB |
| ---------------------------- | ---------------------------- | ---------------------------- |
| Num                          | Ciclista                     | Pos                          |
| 211                          | Bryan Coquard (FRA)          | 86.                          |
| 212                          | Kris Boeckmans (BEL)         | 116.                         |
| 213                          | Cyril Gautier (FRA)          | 20.                          |
| 214                          | Patrick Müller (SUI)         | 90.                          |
| 215                          | Quentin Pacher (FRA)         | 45.                          |
| 216                          | Kévin Réza (FRA)             | DNF-8                        |
| 217                          | Arthur Vichot (FRA)          | DNF-7                        |

| Delko Marseille Provence DMP | Delko Marseille Provence DMP | Delko Marseille Provence DMP |
| ---------------------------- | ---------------------------- | ---------------------------- |
| Num                          | Ciclista                     | Pos                          |
| 221                          | Romain Combaud (FRA)         | 53.                          |
| 222                          | Julien El Fares (FRA)        | 24.                          |
| 223                          | Alessandro Fedeli (ITA)      | 111.                         |
| 224                          | Mauro Finetto (ITA)          | 92.                          |
| 225                          | Eduard-Michael Grosu (ROU)   | 117.                         |
| 226                          | Ramūnas Navardauskas (LTU)   | DNF-8                        |
| 227                          | Evaldas Šiškevičius (LTU)    | 106.                         |

| Movistar Team MOV | Movistar Team MOV      | Movistar Team MOV |
| ----------------- | ---------------------- | ----------------- |
| Num               | Ciclista               | Pos               |
| 1                 | Marc Soler (ESP)       | 50.               |
| 2                 | Winner Anacona (COL)   | 33.               |
| 3                 | Héctor Carretero (ESP) | 77.               |
| 4                 | Imanol Erviti (ESP)    | 80.               |
| 5                 | Nairo Quintana (COL)   | 2.                |
| 6                 | Jürgen Roelandts (BEL) | 94.               |
| 7                 | Rafa Valls (ESP)       | DNF-6             |

| Mitchelton-Scott MTS | Mitchelton-Scott MTS           | Mitchelton-Scott MTS |
| -------------------- | ------------------------------ | -------------------- |
| Num                  | Ciclista                       | Pos                  |
| 11                   | Simon Yates (GBR)              | 25.                  |
| 12                   | Jack Bauer (NZL)               | 97.                  |
| 13                   | Esteban Chaves (COL)           | 51.                  |
| 14                   | Jack Haig (AUS)                | 4.                   |
| 15                   | Luka Mezgec (SLO)              | DNF-8                |
| 16                   | Mikel Nieve (ESP)              | 56.                  |
| 17                   | Matteo Trentin (ITA) (estrada) | 39.                  |

| Astana AST | Astana AST                     | Astana AST |
| ---------- | ------------------------------ | ---------- |
| Num        | Ciclista                       | Pos        |
| 21         | Miguel Ángel López (COL)       | 28.        |
| 22         | Laurens De Vreese (BEL)        | 89.        |
| 23         | Hugo Houle (CAN)               | 23.        |
| 24         | Gorka Izagirre (ESP) (estrada) | DNF-2      |
| 25         | Ion Izagirre (ESP)             | 21.        |
| 26         | Magnus Cort (DEN)              | 71.        |
| 27         | Luis León Sánchez (ESP)        | 9.         |

| Lotto-Soudal LTS | Lotto-Soudal LTS      | Lotto-Soudal LTS |
| ---------------- | --------------------- | ---------------- |
| Num              | Ciclista              | Pos              |
| 31               | Caleb Ewan (AUS)      | NP-7             |
| 32               | Jasper De Buyst (BEL) | DNF-1            |
| 33               | Thomas De Gendt (BEL) | 58.              |
| 34               | Adam Hansen (AUS)     | 68.              |
| 35               | Roger Kluge (GER)     | DNF-8            |
| 36               | Nikolas Maes (BEL)    | 100.             |
| 37               | Maxime Monfort (BEL)  | 30.              |

| Bahrain-Merida TBM | Bahrain-Merida TBM        | Bahrain-Merida TBM |
| ------------------ | ------------------------- | ------------------ |
| Num                | Ciclista                  | Pos                |
| 41                 | Domenico Pozzovivo (ITA)  | 26.                |
| 42                 | Sonny Colbrelli (ITA)     | 49.                |
| 43                 | Iván García Cortina (ESP) | 46.                |
| 44                 | Heinrich Haussler (AUS)   | 60.                |
| 45                 | Kristjan Koren (SLO)      | 69.                |
| 46                 | Domen Novak (SLO)         | DNF-3              |
| 47                 | Dylan Teuns (BEL)         | 17.                |

| Bora-Hansgrohe BOH | Bora-Hansgrohe BOH        | Bora-Hansgrohe BOH |
| ------------------ | ------------------------- | ------------------ |
| Num                | Ciclista                  | Pos                |
| 51                 | Patrick Konrad (AUT)      | 36.                |
| 52                 | Sam Bennett (IRL)         | DNF-7              |
| 53                 | Jean-Pierre Drucker (LUX) | DNF-8              |
| 54                 | Felix Großschartner (AUT) | 12.                |
| 55                 | Christoph Pfingsten (GER) | DNF-8              |
| 56                 | Paweł Poljański (POL)     | 47.                |
| 57                 | Michaek Schwarzmann (GER) | DNF-8              |

| AG2R La Mondiale ALM | AG2R La Mondiale ALM    | AG2R La Mondiale ALM |
| -------------------- | ----------------------- | -------------------- |
| Num                  | Ciclista                | Pos                  |
| 61                   | Romain Bardet (FRA)     | 5.                   |
| 62                   | Mikaël Cherel (FRA)     | 22.                  |
| 63                   | Benoît Cosnefroy (FRA)  | 79.                  |
| 64                   | Mathias Frank (SUI)     | DNF-7                |
| 65                   | Tony Gallopin (FRA)     | NP-8                 |
| 66                   | Oliver Naesen (BEL)     | 13.                  |
| 67                   | Stijn Vandenbergh (BEL) | 61.                  |

| Team Sky SKY | Team Sky SKY                       | Team Sky SKY |
| ------------ | ---------------------------------- | ------------ |
| Num          | Ciclista                           | Pos          |
| 71           | Egan Bernal (COL)                  | 1.           |
| 72           | Tao Geoghegan Hart (GBR)           | 32.          |
| 73           | Sebastián Henao (COL)              | 57.          |
| 74           | Michał Kwiatkowski (POL) (estrada) | 3.           |
| 75           | Jhonatan Narváez (ECU)             | 81.          |
| 76           | Luke Rowe (GBR)                    | 104.         |
| 77           | Iván Ramiro Sosa (COL)             | 41.          |

| UAE Team Emirates UAD | UAE Team Emirates UAD    | UAE Team Emirates UAD |
| --------------------- | ------------------------ | --------------------- |
| Num                   | Ciclista                 | Pos                   |
| 81                    | Sergio Henao (COL)       | 31.                   |
| 82                    | Fabio Aru (ITA)          | DNF-3                 |
| 83                    | Sven Erik Bystrøm (NOR)  | 99.                   |
| 84                    | Alexander Kristoff (NOR) | NP-8                  |
| 85                    | Marco Marcato (ITA)      | 62.                   |
| 86                    | Rory Sutherland (AUS)    | 113.                  |
| 87                    | Diego Ulissi (ITA)       | DNF-6                 |

| Trek-Segafredo TFS | Trek-Segafredo TFS      | Trek-Segafredo TFS |
| ------------------ | ----------------------- | ------------------ |
| Num                | Ciclista                | Pos                |
| 91                 | John Degenkolb (GER)    | 75.                |
| 92                 | Julien Bernard (FRA)    | 34.                |
| 93                 | Giulio Ciccone (ITA)    | 37.                |
| 94                 | Koen de Kort (NED)      | 85.                |
| 95                 | Alex Kirsch (LUX)       | 76.                |
| 96                 | Jarlinson Pantano (COL) | 54.                |
| 97                 | Edward Theuns (BEL)     | 35.                |

| Groupama-FDJ GFC | Groupama-FDJ GFC          | Groupama-FDJ GFC |
| ---------------- | ------------------------- | ---------------- |
| Num              | Ciclista                  | Pos              |
| 101              | Arnaud Démare (FRA)       | 70.              |
| 102              | Jacopo Guarnieri (ITA)    | 102.             |
| 103              | Ignatas Konovalovas (LTU) | 88.              |
| 104              | Olivier Le Gac (FRA)      | 84.              |
| 105              | Valentin Madouas (FRA)    | 11.              |
| 106              | Rudy Molard (FRA)         | 7.               |
| 107              | Ramon Sinkeldam (NED)     | 108.             |

| Deceuninck-Quick Step DQT | Deceuninck-Quick Step DQT         | Deceuninck-Quick Step DQT |
| ------------------------- | --------------------------------- | ------------------------- |
| Num                       | Ciclista                          | Pos                       |
| 111                       | Bob Jungels (LUX) (estrada e CRI) | 8.                        |
| 112                       | Tim Declercq (BEL)                | 64.                       |
| 113                       | Philippe Gilbert (BEL)            | 15.                       |
| 114                       | Fabio Jakobsen (NED)              | DNF-6                     |
| 115                       | Iljo Keisse (BEL)                 | 115.                      |
| 116                       | Fabio Sabatini (ITA)              | 103.                      |
| 117                       | Florian Sénéchal (FRA)            | DNF-8                     |

| Katusha-Alpecin TKA | Katusha-Alpecin TKA    | Katusha-Alpecin TKA |
| ------------------- | ---------------------- | ------------------- |
| Num                 | Ciclista               | Pos                 |
| 121                 | Ilnur Zakarin (RUS)    | 10.                 |
| 122                 | Jens Debusschere (BEL) | DNF-7               |
| 123                 | Marco Haller (AUT)     | 93.                 |
| 124                 | Reto Hollenstein (SUI) | 82.                 |
| 125                 | Marcel Kittel (GER)    | DNF-4               |
| 126                 | Nils Politt (GER)      | 48.                 |
| 127                 | Simon Špilak (SLO)     | 59.                 |

| Arkéa-Samsic PCB | Arkéa-Samsic PCB     | Arkéa-Samsic PCB |
| ---------------- | -------------------- | ---------------- |
| Num              | Ciclista             | Pos              |
| 131              | Warren Barguil (FRA) | DNF-2            |
| 132              | Maxime Bouet (FRA)   | DNF-2            |
| 133              | Élie Gesbert (FRA)   | 38.              |
| 134              | André Greipel (GER)  | 95.              |
| 135              | Amaël Moinard (FRA)  | 74.              |
| 136              | Laurent Pichon (FRA) | 83.              |
| 137              | Bram Welten (NED)    | DNF-7            |

| Team Jumbo-Visma TJV | Team Jumbo-Visma TJV        | Team Jumbo-Visma TJV |
| -------------------- | --------------------------- | -------------------- |
| Num                  | Ciclista                    | Pos                  |
| 141                  | Dylan Groenewegen (NED)     | NP-7                 |
| 142                  | George Bennett (NZL)        | 6.                   |
| 143                  | Pascal Eenkhoorn (NED)      | 78.                  |
| 144                  | Amund Grøndahl Jansen (NOR) | 87.                  |
| 145                  | Bert-Jan Lindeman (NED)     | 65.                  |
| 146                  | Mike Teunissen (NED)        | 55.                  |
| 147                  | Maarten Wynants (BEL)       | DNF-8                |

| EF Education First EF1 | EF Education First EF1             | EF Education First EF1 |
| ---------------------- | ---------------------------------- | ---------------------- |
| Num                    | Ciclista                           | Pos                    |
| 151                    | Rigoberto Urán (COL)               | DNF-2                  |
| 152                    | Lawson Craddock (USA)              | DNF-6                  |
| 153                    | Mitchell Docker (AUS)              | 91.                    |
| 154                    | Daniel Felipe Martínez (COL) (CRI) | 18.                    |
| 155                    | Daniel McLay (GBR)                 | NP-8                   |
| 156                    | Tom Scully (NZL)                   | 109.                   |
| 157                    | Tejay van Garderen (USA)           | 19.                    |

| Team Sunweb SUN | Team Sunweb SUN        | Team Sunweb SUN |
| --------------- | ---------------------- | --------------- |
| Num             | Ciclista               | Pos             |
| 161             | Michael Matthews (AUS) | DNF-1           |
| 162             | Jan Bakelants (BEL)    | 98.             |
| 163             | Roy Curvers (NED)      | DNF-8           |
| 164             | Wilco Kelderman (NED)  | 14.             |
| 165             | Casper Pedersen (DEN)  | 96.             |
| 166             | Martijn Tusveld (NED)  | DNF-1           |
| 167             | Louis Vervaeke (BEL)   | DNF-6           |

| Cofidis, Solutions Crédits COF | Cofidis, Solutions Crédits COF | Cofidis, Solutions Crédits COF |
| ------------------------------ | ------------------------------ | ------------------------------ |
| Num                            | Ciclista                       | Pos                            |
| 171                            | Christophe Laporte (FRA)       | NP-8                           |
| 172                            | Nicolas Edet (FRA)             | 40.                            |
| 173                            | Jesper Hansen (DEN)            | 67.                            |
| 174                            | Mathias Le Turnier (FRA)       | 72.                            |
| 175                            | Pierre-Luc Périchon (FRA)      | 66.                            |
| 176                            | Geoffrey Soupe (FRA)           | 112.                           |
| 177                            | Bert Van Lerberghe (BEL)       | 110.                           |

| Dimension Data TDD | Dimension Data TDD         | Dimension Data TDD |
| ------------------ | -------------------------- | ------------------ |
| Num                | Ciclista                   | Pos                |
| 181                | Mark Cavendish (GBR)       | DNF-2              |
| 182                | Lars Bak (DEN)             | DNF-6              |
| 183                | Edvald Boasson Hagen (NOR) | NP-7               |
| 184                | Scott Davies (GBR)         | 52.                |
| 185                | Bernhard Eisel (AUT)       | 107.               |
| 186                | Louis Meintjes (RSA)       | DNF-2              |
| 187                | Julien Vermote (BEL)       | 118.               |

| CCC Team CPT | CCC Team CPT               | CCC Team CPT |
| ------------ | -------------------------- | ------------ |
| Num          | Ciclista                   | Pos          |
| 191          | Amaro Antunes (POR)        | 29.          |
| 192          | William Barta (USA)        | 114.         |
| 193          | Víctor de la Parte (ESP)   | 43.          |
| 194          | Alessandro De Marchi (ITA) | 27.          |
| 195          | Jakub Mareczko (ITA)       | DNF-7        |
| 196          | Laurens ten Dam (NED)      | 44.          |
| 197          | Francisco Ventoso (ESP)    | DNF-6        |

| Direct Énergie TDE | Direct Énergie TDE      | Direct Énergie TDE |
| ------------------ | ----------------------- | ------------------ |
| Num                | Ciclista                | Pos                |
| 201                | Lilian Calmejane (FRA)  | 16.                |
| 202                | Niccolò Bonifazio (ITA) | 105.               |
| 203                | Damien Gaudin (FRA)     | DNF-8              |
| 204                | Jonathan Hivert (FRA)   | 42.                |
| 205                | Adrien Petit (FRA)      | 101.               |
| 206                | Niki Terpstra (NED)     | 63.                |
| 207                | Anthony Turgis (FRA)    | 73.                |

| Vital Concept-B&B Hotels VCB | Vital Concept-B&B Hotels VCB | Vital Concept-B&B Hotels VCB |
| ---------------------------- | ---------------------------- | ---------------------------- |
| Num                          | Ciclista                     | Pos                          |
| 211                          | Bryan Coquard (FRA)          | 86.                          |
| 212                          | Kris Boeckmans (BEL)         | 116.                         |
| 213                          | Cyril Gautier (FRA)          | 20.                          |
| 214                          | Patrick Müller (SUI)         | 90.                          |
| 215                          | Quentin Pacher (FRA)         | 45.                          |
| 216                          | Kévin Réza (FRA)             | DNF-8                        |
| 217                          | Arthur Vichot (FRA)          | DNF-7                        |

| Delko Marseille Provence DMP | Delko Marseille Provence DMP | Delko Marseille Provence DMP |
| ---------------------------- | ---------------------------- | ---------------------------- |
| Num                          | Ciclista                     | Pos                          |
| 221                          | Romain Combaud (FRA)         | 53.                          |
| 222                          | Julien El Fares (FRA)        | 24.                          |
| 223                          | Alessandro Fedeli (ITA)      | 111.                         |
| 224                          | Mauro Finetto (ITA)          | 92.                          |
| 225                          | Eduard-Michael Grosu (ROU)   | 117.                         |
| 226                          | Ramūnas Navardauskas (LTU)   | DNF-8                        |
| 227                          | Evaldas Šiškevičius (LTU)    | 106.                         |

Convenções:
- AB-N: Abandono na etapa "N"
- FLT-N: Retiro por chegada fora do limite de tempo na etapa "N"
- NTS-N: Não tomou a saída para a etapa "N"
- DES-N: Desclassificado ou expulsado na etapa "N"

## UCI World Ranking
A Paris-Nice outorgou pontos para o UCI World Ranking para corredores das equipas nas categorias UCI WorldTeam, Profissional Continental e Equipas Continentais. As seguintes tabelas são o barómetro de pontuação e os 10 corredores que obtiveram mais pontos:
| Posição             | 1.º | 2.º | 3.º | 4.º | 5.º | 6.º | 7.º | 8.º | 9.º | 10.º | 11.º | 12.º | 13.º | 14.º | 15.º | 16.º-20.º | 21.º-30.º | 31.º-50.º | 51.º-55.º | 56.º-60.º |
| Classificação geral | 500 | 400 | 325 | 275 | 225 | 175 | 150 | 125 | 100 | 85   | 70   | 60   | 50   | 40   | 35   | 30        | 20        | 10        | 5         | 3         |
| Por etapa           | 60  | 25  | 10  |     |     |     |     |     |     |      |      |      |      |      |      |           |           |           |           |           |
| Líder               | 10  |     |     |     |     |     |     |     |     |      |      |      |      |      |      |           |           |           |           |           |

| Classificação |                    |                       |       |       |       |       |
| Ciclista      | Ciclista           | Equipa                | Geral | Etapa | Líder | Total |
| ------------- | ------------------ | --------------------- | ----- | ----- | ----- | ----- |
| 1.º           | Egan Bernal        | Sky                   | 500   | -     | 10    | 510   |
| 2.º           | Nairo Quintana     | Movistar              | 400   | -     | -     | 400   |
| 3.º           | Michał Kwiatkowski | Sky                   | 325   | 10    | 30    | 365   |
| 4.º           | Jack Haig          | Mitchelton-Scott      | 275   | -     | -     | 275   |
| 5.º           | Romain Bardet      | AG2R La Mondiale      | 225   | -     | -     | 225   |
| 6.º           | George Bennett     | Jumbo-Visma           | 175   | -     | -     | 175   |
| 7.º           | Rudy Molard        | Groupama-FDJ          | 150   | -     | -     | 150   |
| 8.º           | Dylan Groenewegen  | Jumbo-Visma           | -     | 120   | 30    | 150   |
| 9.º           | Bob Jungels        | Deceuninck-Quick Step | 125   | -     | -     | 125   |
| 10.º          | Sam Bennett        | Bora-Hansgrohe        | -     | 120   | -     | 120   |